# 잃어버린 시간 (1977년 영화)
잃어버린 시간(The Last Wave)은 오스트레일리아에서 제작된 피터 위어 감독의 1977년 미스터리, 스릴러, 판타지 영화이다. 리차드 체임벌린 등이 주연으로 출연하였고 할 맥엘로이 등이 제작에 참여하였다.

## 출연

### 주연
- 리차드 체임벌린

### 조연
- 올리비아 햄넷
- 데이비드 걸필리
- 프레더릭 파슬로우
- 비번 그레이
- 난디워러 아마굴라

## 제작진
- 미술: 고런 워프
- 의상: 애니 블리클리

## 같이 보기
- 오스트레일리아 영화